# Diamondback
Diamondback is een stalen achtbaan in het Amerikaanse attractiepark Kings Island.

## Algemene informatie
Diamondback is gebouwd door het Zwitserse Bolliger & Mabillard en opende op 18 april 2009. Diamondback is gebaseerd op het model megacoaster met een aangepaste lay-out. Diamondback ligt in het parkdeel Rivertown.
De investering benodigd voor Diamondback van $22.000.000 was de grootste investering van het park in de gehele historie. Voordien waren de duurste attracties The Beast en The Crypt (eerder Tomb Raider: The Ride geheten).

## Technische gegevens
- Hoogte: 70 m
- Eerste afdaling: 66 m
  - Andere afdalingen: 59 m, 40 m, 39 m, 34 m, 32 m
- Optakeling: kettinglift
- Achtbaantreinen: 3 stuks met 8 wagons met 4 zitplaatsen; totaal 32 plaatsen per trein

### Splash
Een speciaal element in de Diamondback is de splash aan het einde. Vinnen onderaan de laatste wagon van de trein zorgen voor een ongeveer 15 m hoge waterfontein. Diamondback is de vijfde achtbaan ter wereld die een dergelijke splash gebruikt.

## Prijzen
Diamondback werd in 2009 zevende in de Beste stalen achtbaan verkiezing die werd georganiseerd door Amusement Today als onderdeel van de Golden Ticket Awards. Ook werd de baan verkozen tot op een na beste nieuwe attractie en beste nieuwe stalen achtbaan.

### Beste stalen achtbaan[2]
| Jaar | Plaats |
| ---- | ------ |
| 2009 | 7      |
| 2010 | 7      |
| 2011 | 11     |
| 2012 | 10     |
| 2013 | 14     |
| 2014 | 4      |
| 2015 | 11     |
| 2016 | 9      |
| 2017 | 8      |
| 2018 | 10     |
| 2019 | 14     |
| 2021 | 19     |
| 2022 | 17     |

Huidig: 
Adventure Express ·
Backlot Stunt Coaster ·
Banshee ·
The Bat ·
Diamondback ·
Flight of Fear ·
Great Pumpkin Coaster ·
Invertigo ·
Mystic Timbers ·
Orion ·
Snoopy's Soap Box Racers ·
The Beast ·
The Racer · 
Woodstock Express ·
Woodstock’s Air Rail
Verdwenen: 
Bat ·
Bavarian Beetle ·
Demon ·
Firehawk ·
King Cobra ·
Scooby's Ghoster Coaster ·
Son of Beast ·
Vortex